# Mendel (cràter marcià)
Mendel és el nom d'un cràter situat a la zona denominada Terra Cimmeria del planeta Mart. Està localitzat a les coordenades 58.8° Sud i 161.0° Est, amb un diàmetre de 77 km. Deu el seu nom a Gregor Mendel (1822-1884), el pare de la genètica.